# رحمتی
رحمتی یک نام خانوادگی است. افراد سرشناس با این نام از این قرارند:
- اردلان رزاز رحمتی (زادهٔ ۱۹۸۸)، خوانندهٔ پاپ و مدل ایرانی-سوئدی
- اکبر رحمتی، بازیگر ایرانیِ سینما و تئاتر و تلویزیون
- انشاءالله رحمتی، پژوهشگر و مترجم ایرانی حوزه فلسفه و عرفان
- بشیر احمد رحمتی، کشتی‌گیر آزاد اهل افغانستان
- جمال رحمتی، کاریکاتوریست اهل ایران
- سید انور رحمتی، سیاست‌مدار هزاره اهل افغانستان و والی ولایت دایکندی
- سید مهدی رحمتی، دروازه‌بان ایرانی
- صبا رحمتی، بازیکن کانوپولو اهل ایران
- کیانوش رحمتی، بازیکن سابق و مربی فوتبال ایرانی
- محمد رحمتی، کارشناس عمران و سیاستمدار ایرانی
- محمد علیپور رحمتی، سیاست‌مدار اهل ایران
- محمود قائد رحمتی، بازیکن فوتبال ایرانی
- منوچهر رحمتی، آهنگ‌ساز، خواننده و نوازنده ایرانی
- نادر رحمتی، کشتی‌گیر آزادکار سابق ایرانی